# Septembre éternel
Le septembre éternel ou septembre sans fin est une expression employée sur Usenet pour désigner la période qui a débuté en septembre 1993. Cette expression signifie que le flux sans fin d'arrivée de nouveaux utilisateurs depuis cette date a dès lors constamment fait baisser les standards de discours et de comportement sur Usenet, et plus largement Internet.

## Historique
Au début des années 1990, Internet est généralement peuplée par des étudiants. Le mois de septembre coïncide avec la rentrée dans les universités et voit l'arrivée de newbies sur Usenet, maladroits et encore peu au fait de la netiquette. Cette période connaissait cependant un terme au bout d'un mois environ, quand les nouveaux venus s'étaient finalement imprégnés des usages.
En 1993, Internet devient disponible commercialement et son usage commence à se répandre en dehors des milieux universitaires, en particulier par l'intermédiaire d'abonnés AOL. L'afflux de nouveaux venus est alors continu et leur origine est plus diverse, ce qui fait dire à Dave Fischer dans un message posté à alt.folklore.computers que le mois de septembre 1993 n'aura jamais de fin : « September 1993 will go down in net.history as the September that never ended. »